# Agrotis obesa
Agrotis obesa är en fjärilsart som beskrevs av Jean Baptiste Boisduval 1829. Agrotis obesa ingår i släktet Agrotis och familjen nattflyn. Inga underarter finns listade i Catalogue of Life.